# Holostrophus multisignatus
Holostrophus multisignatus is een keversoort uit de familie winterkevers (Tetratomidae). De wetenschappelijke naam van de soort werd in 1953 gepubliceerd door Maurice Pic.